# Radosav Petrović
Radosav Petrović (født 8. marts 1989 i Ub, Jugoslavien) er en serbisk fodboldspiller, der spiller som defensiv midtbanespiller hos Sporting Lissabon i den portugisiske Primeira Liga. Tidligere har han blandt andet spillet for klubberne Jedinstvo Ub, FK Partizan, Blackburn Rovers, Dynamo Kiev og Radnički Obrenovac.
Med Partizan vandt Petrović det serbiske mesterskab i både 2009 og 2010.

## Landshold
Petrović står (pr. april 2018) noteret for 44 kampe og én scoring for Serbiens landshold, som han debuterede for 12. august 2009 i en venskabskamp mod Sydafrika. Han var med i den serbiske trup til VM i 2010 i Sydafrika.